# Kevin Bishop

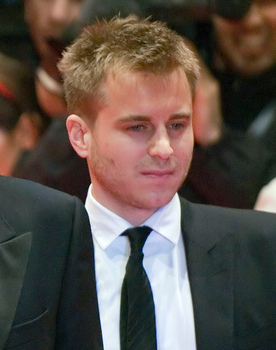
Kevin Bishop 2007 bei der Premiere von Irina Palm

Kevin Bishop (* 18. Juni 1980 in Orpington) ist ein britischer Schauspieler.

## Leben
Nachdem er in der Fernsehserie Grange Hill gespielt hatte, wurde er 1996 als Jim Hawkins in dem Film Muppets – Die Schatzinsel besetzt. Danach spielte er in verschiedenen britischen Fernsehserien wie Pie in the Sky, Love Soup, My Family, Peep Show und Spoons. Er spielte 2002 die Titelrolle in der Fernseh-Pantomime Dick Whittington und die Hauptrolle in dem Film Früchte der Liebe.
2005 spielte er auf der Bühne den Komödianten Dudley Moore in dem Stück Pete and Dud: Come again, ein Drama, das die turbulente Beziehung zwischen Dudley Moore und Peter Cook zum Inhalt hat.
2006 konnte man ihn in der mit dem British Comedy Awards ausgezeichneten Comedy Stories auf Channel 4 sehen. Gegenwärtig macht er Werbung für die NatWest Bank in englischen Printmedien. Seine Pilotsendung der Show Comedy Showcase – Kevin Bishop auf Channel 4 hat für Herbst 2008 einen Sechsteiler zur Folge.

## Filmografie
- 1996: Muppets – Die Schatzinsel
- 1997: Silent Witness (Fernsehserie, 2 Folgen)
- 2002: Früchte der Liebe (Food of Love)
- 2002: L’auberge espagnole
- 2004: Suzie Gold
- 2005: L’auberge espagnole – Wiedersehen in St. Petersburg (Les Poupées russes)
- 2006: Hotel Babylon (Fernsehserie, 1 Folge)
- 2007: Irina Palm
- 2011: Die Trauzeugen (A Few Best Men)
- 2011: Mein Stück vom Kuchen (Ma part du gâteau)
- 2012: Keith Lemon – Der Film (Keith Lemon: The Film)
- 2013: StreetDance Kids (All Stars)
- 2013–2014: Super Fun Night (Fernsehserie, 18 Folgen)
- 2015: Moonwalkers
- 2003–2015: New Tricks – Die Krimispezialisten (New Tricks, Fernsehserie)
- 2015: We’re Doomed! The Dad’s Army Story
- 2016: The Rack Pack
- 2016: Benidorm
- 2016: Murder in Successville
- 2016: David Brent: Life on the Road
- 2016: Porridge
- 2016: Nigel Farage Gets His Life Back
- 2017: Die Trauzeugen – Australien sehen und sterben (A Few Less Men)
- 2017: Tracey Ullman’s Show
- 2017: Bad Mother
- 2017: Detectorists
- 2019: Horrible Histories: The Movie – Rotten Romans
- 2019: Plebs
- 2019: In the Long Run
- 2020: Miracle Workers
- 2021: Paul Dood’s Deadly Lunch Break